# Data Logic
Data Logic var ett svenskt IT-konsultföretag bildat under 1970-talet. Samtliga anställda var ursprungligen delägare i företaget med möjlighet att köpa ett visst antal andelar varje tjänsteår. I mitten av 1980-talet blev företaget offentligt på börsens OTC-lista och blev sedan uppköpt av svenska Cap Gemini Sogeti år 1988.
Data Logic hade sitt huvudkontor i Stockholm och förvaltning i Eskilstuna. Större lokalkontor fanns i Göteborg och Malmö. Leif Nobel var mångårig VD på Data Logic. Som flest hade man 625 anställda.
Ursprungligen var Data Logic brittisktägt tillsammans med företag med samma firmanamn i bl a Storbritannien, Nederländerna och Norge. Ganska tidigt köptes det svenska företaget loss av personalen och drevs vidare helt fristående av de övriga. Under hela tiden tillämpades i Sverige ett helsvenskt uttal av företagsnamnet som "datalogik".

## Dotterföretag
Data Logic hade ett antal helägda dotterföretag bl a Techno Logic (nätverksteknik) och Monitor (datautbildning). Även dessa uppgick i Cap Gemini vid köpet.